# Doto ostenta
Doto ostenta is een slakkensoort uit de familie van de Dotidae. De wetenschappelijke naam van de soort is voor het eerst geldig gepubliceerd in 1958 door Burn.